# Zbigniew Martyniak
Zbigniew Martyniak (ur. 21 lutego 1936 w Lublinie, zm. 7 września 2002) – polski profesor nauk ekonomicznych, popularyzator nowych koncepcji, metod i podejść w zarządzaniu, w latach 1996–1998 Przewodniczący Senackiej Komisji do spraw Badań Naukowych.

## Życiorys
Zbigniew Martyniak urodził się 21 lutego 1936 r. w Lublinie. Ojciec – Zygmunt Martyniak ppor. pilot rez. Wojska Polskiego, magister prawa, członek AZS Uniwersytetu Lubelskiego w Lublinie, uprawiał m.in. pilotaż sportowy oraz piłkę nożną. W latach 30. XX w. zaliczany był do najlepszych tenisistów okręgu lubelskiego. Największe sukcesy odnosił w grze podwójnej, grając ze swym stryjecznym bratem – Czesławem Martyniakiem. Zygmunt Martyniak brał udział w kampanii wrześniowej. Został wzięty do niewoli sowieckiej w Złotnikach k. Trembowli i przebywał w obozie jenieckim w Starobielsku. Rozstrzelano go w gmachu NKWD w Charkowie wiosną 1940 i spoczywa na Cmentarzu Ofiar Totalitaryzmu w Charkowie. Mama – Helena z Janczewskich, ukończyła polonistykę na Katolickim Uniwersytecie Lubelskim w Lublinie. Miał dwóch braci: Jerzego (ur. 1934) i Jana (ur. 1940).

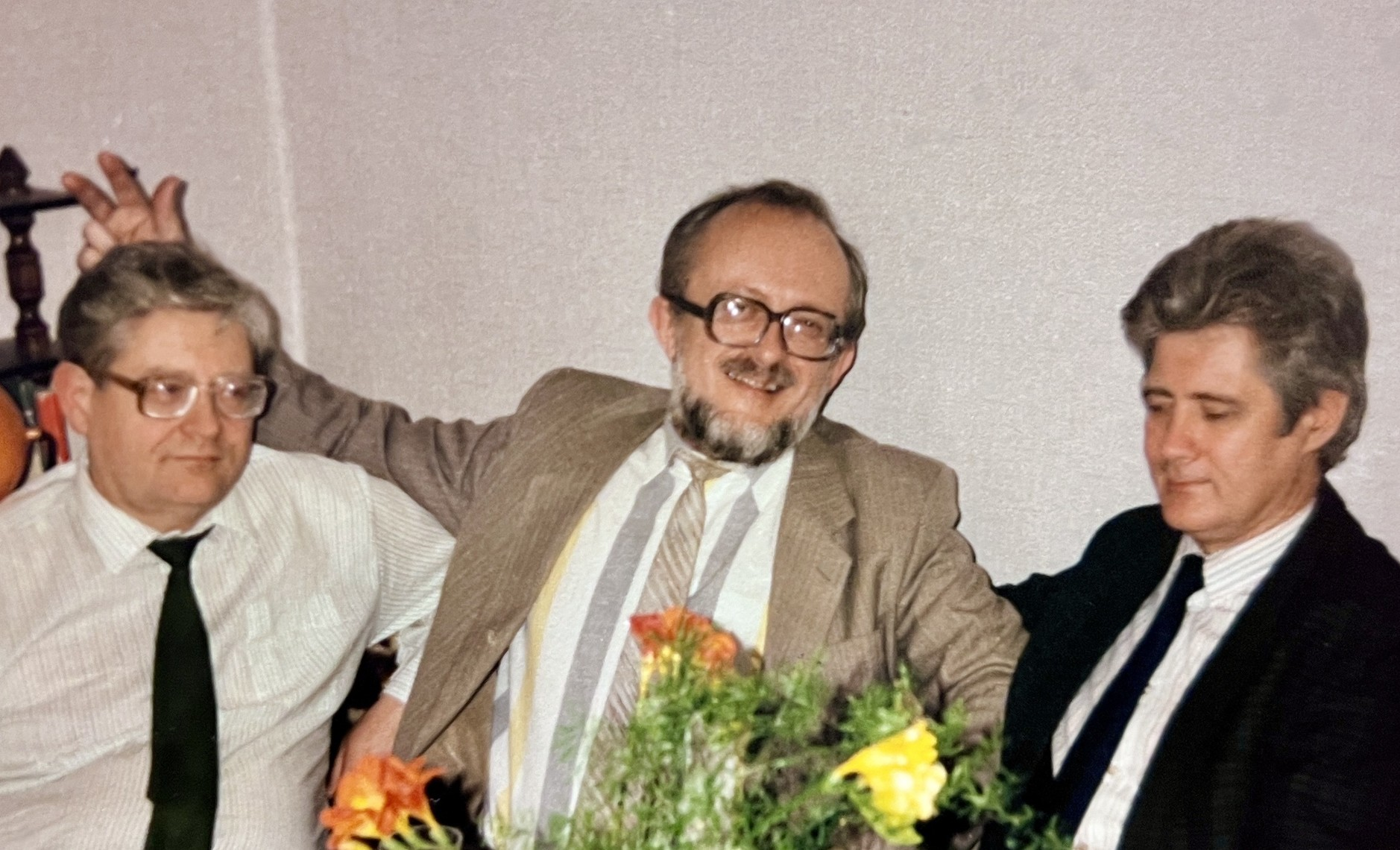
Od prawej Zbigniew Martyniak z braćmi Janem i Jerzym – Kraków, 16 marca 1991.

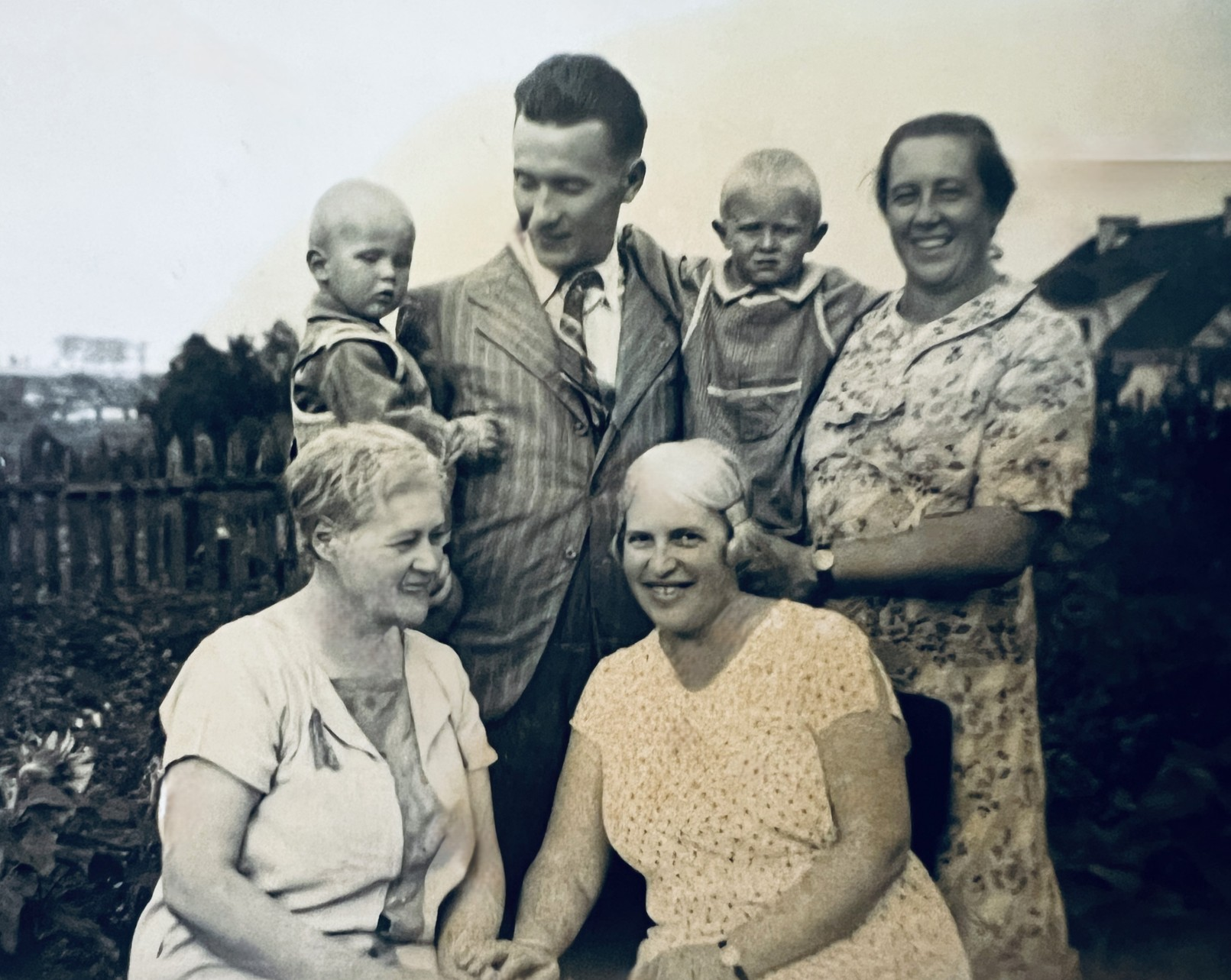
Od lewej Zbigniew Martyniak z rodzicami Zygmuntem i Heleną z Janczewskich oraz bratem Jerzym, a także babcią Teodorą Janczewską z Lubienieckich i jej siostrą Martą Lubieniecką – Lublin, 1937.

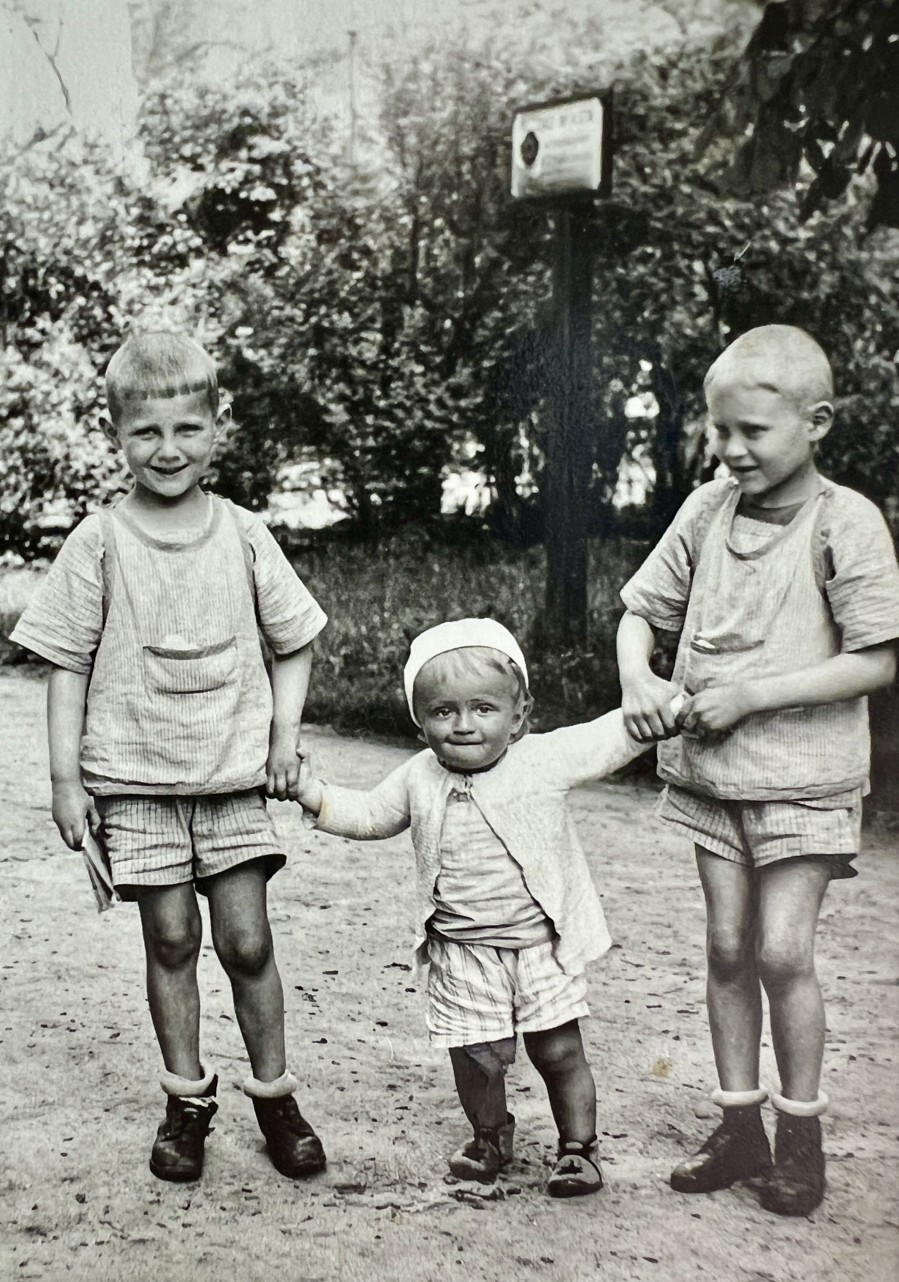
Od lewej Zbigniew Martyniak z braćmi Janem (ur. 1940) i Jerzym (ur. 1934) - Planty Krakowskie, 28 maja 1941.

Szkołę podstawową oraz Liceum Ogólnokształcące im. St. Staszica ukończył w Chrzanowie. W latach 1953–1958 studiował w Wyższej Szkole Ekonomicznej w Krakowie, uzyskując tytuł zawodowy magistra ekonomii. Bezpośrednio po studiach podjął pracę na stanowisku starszego inspektora planowania w Instytucie Badań Jądrowych w Krakowie. W 1960 objął stanowisko kierownika działu studiów i organizacji w Krakowskich Zakładach Przemysłu Odzieżowego. Było to wówczas wzorcowe przedsiębiorstwo w branży odzieżowej. W 1961 został przeniesiony służbowo do Południowych Zakładów Skórzanych w Chełmku, gdzie sprawował stanowisko kierownika działu organizacji i analiz ekonomicznych. Pod koniec 1963 powrócił do pracy w Krakowskich Zakładach Przemysłu Odzieżowego na stanowisku kierownika działu rekonstrukcji organizacyjno – technicznej branży odzieżowej w okręgu krakowskim.
W 1964 został zatrudniony w Akademii Ekonomicznej w Krakowie na stanowisku st. asystenta. W 1968 obronił pracę doktorską pt.: „Zastosowanie badań operacyjnych do rozwiązywania zagadnienia wykorzystania tkanin w przemysłowym procesie rozkroju”. W 1973 na podstawie pracy pt.: „Modele metod stosowanych w badaniach organizatorskich” uzyskał stopień doktora habilitowanego. W 1982 uzyskał tytuł profesora nadzwyczajnego, a pięć lat później profesora zwyczajnego. W latach 1972–1990 w Akademii Ekonomicznej w Krakowie pełnił funkcję z-cy dyrektora, a w latach 1990–1992 dyrektora Instytutu Organizacji i Zarządzania. W latach 1972–1975 sprawował funkcję prodziekana Wydziału Ekonomiki Produkcji Akademii Ekonomicznej w Krakowie. Od 1972 objął stanowisko kierownika Pracowni Technik Organizacji i Zarządzania, a następnie Zakładu Technik Organizatorskich oraz Zakładu Metodologii Organizowania. Od 1992 prof. Zbigniew Martyniak był kierownikiem Katedry Metod Organizacji i Zarządzania. W latach 1991–1997 zasiadał w Zarządzie ZNP. W latach 1996–1999 był członkiem Senatu Akademii, a w latach 1996–1998 przewodniczącym Senackiej Komisji do spraw Badań Naukowych.
Profesor Zbigniew Martyniak przez cztery kadencje pełnił funkcję członka, a w latach 1998–1999, przewodniczącego Sekcji Ekonomicznej Centralnej Komisji do spraw Tytułu Naukowego i Stopni Naukowych oraz funkcję członka Prezydium Komitetu Nauk Organizacji i Zarządzania PAN, natomiast od roku 1999 sprawował funkcję zastępcy przewodniczącego tego Komitetu. Przez dwie kadencje pełnił funkcję zastępcy przewodniczącego, a od 1997 – przewodniczącego Głównej Rady Naukowej Towarzystwa Naukowego Organizacji i Kierownictwa. Był również członkiem Komisji Ekspertów Ministra Edukacji Narodowej i Sportu.
Profesor Zbigniew Martyniak stanowił wzór "odkrywcy" i popularyzatora nowych koncepcji, metod i podejść, które pojawiały się w zarządzaniu i dzięki jego pracom proces ich adaptacji i upowszechniania przebiegał znacznie szybciej. Był autorem pierwszych w literaturze krajowej publikacji na temat wielu znanych i powszechnie stosowanych współcześnie koncepcji i metod zarządzania, jak np.: reengineering, benchmarking, lean management, systemy workflow czy też mniej znanych, szczegółowych metod, do których należą, m.in. analiza dyrektywna, marketing wewnętrzny, metoda refleksji strategicznej, metoda HOSHIN, system Shigeo Shingo, metoda SMED czy metoda MTR.
Zbigniew Martyniak zmarł 7 września 2002 r. Pochowany na cmentarzu Batowickim w Krakowie (kw. CLXXXIX-II-1).

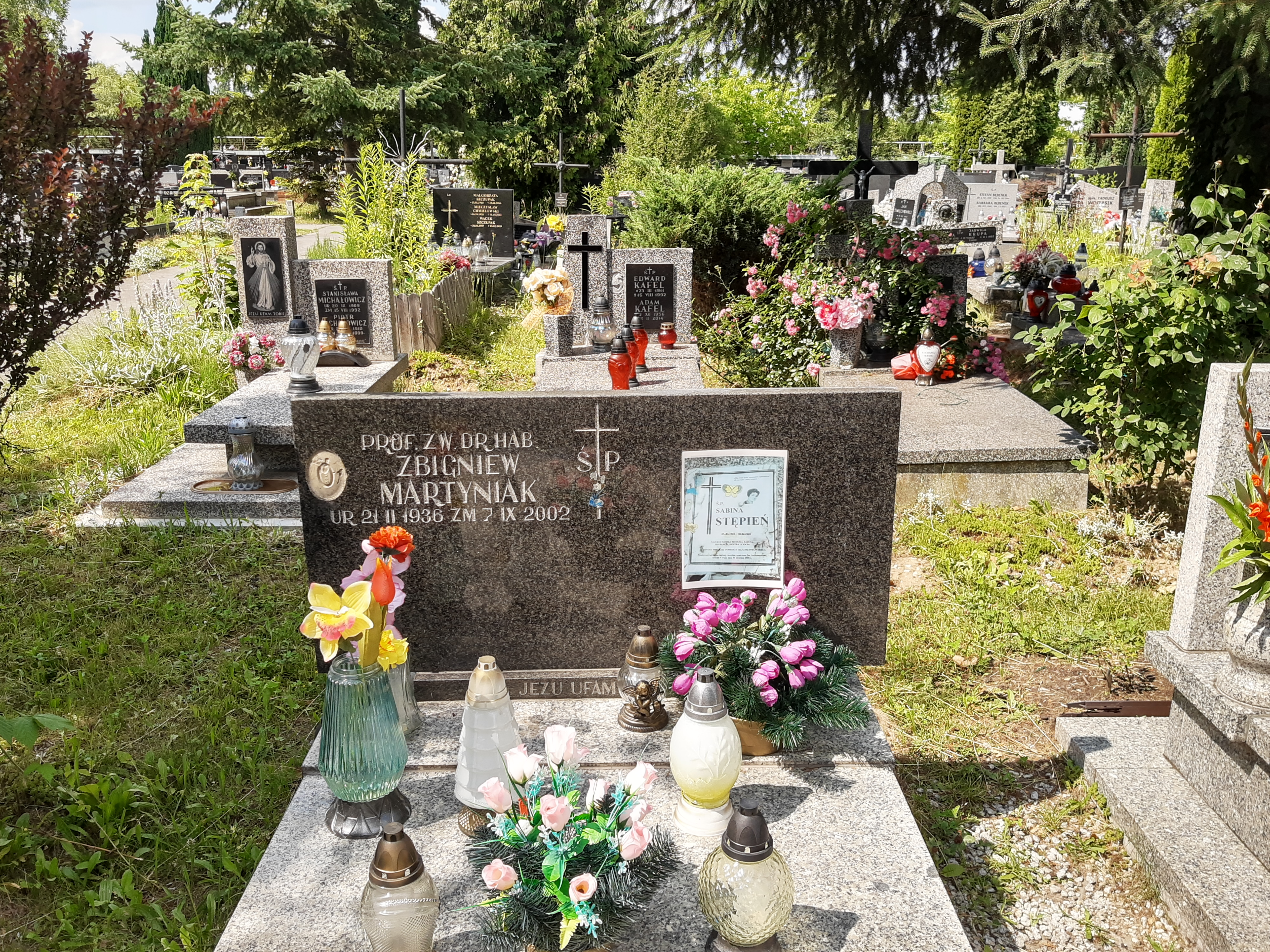
Grób prof. Zbigniewa Martyniaka na Cmentarzu Prądnik Czerwony

## Stanowiska
- 1960 – kierownik działu studiów i organizacji Krakowskich Zakładów Przemysłu Odzieżowego
- 1961 – kierownik działu organizacji i analiz ekonomicznych Południowych Zakładów Skórzanych w Chełmku
- 1963 – kierownik działu rekonstrukcji organizacyjno–technicznej branży odzieżowej w Krakowskich Zakładach Przemysłu Odzieżowego (okręg krakowski)
- 1964 – starszy asystent w Akademii Ekonomicznej w Krakowie
- 1972 – kierownik Pracowni Technik Organizacji i Zarządzania, Zakładu Technik Organizatorskich oraz Zakładu Metodologii Organizowania
- 1972–1975 prodziekan Wydziału Ekonomiki Produkcji Akademii Ekonomicznej w Krakowie
- 1972–1990 zastępca dyrektora Instytutu Organizacji i Zarządzania w Akademii Ekonomicznej w Krakowie
- 1990–1992 dyrektor Instytutu Organizacji i Zarządzania w Akademii Ekonomicznej w Krakowie
- 1992 – kierownik Katedry Metod Organizacji i Zarządzania Akademii Ekonomicznej w Krakowie

## Członkostwa
- 1990–1994 i od roku 1998 Członek Komisji Ekspertów Ministra Edukacji Narodowej i Sportu
- 1991–1997 Członek Zarządu ZNP
- 1996–1998 Przewodniczący Senackiej Komisji do spraw Badań Naukowych
- 1996–1999 Członek Senatu Akademii
- Od 1997 – Przewodniczący Głównej Rady Naukowej Towarzystwa Naukowego Organizacji i Kierownictwa
- 1998–1999 Przewodniczący Sekcji Ekonomicznej Centralnej Komisji do spraw Tytułu Naukowego i Stopni Naukowych oraz członek Prezydium Komitetu Nauk Organizacji i Zarządzania PAN
- 1999 – Zastępca przewodniczącego Prezydium Komitetu Nauk Organizacji i Zarządzania PAN

## Nagrody, wyróżnienia, odznaczenia
Otrzymał m.in.:
- Srebrny Krzyż Zasługi (1976)
- Krzyż Kawalerski Orderu Odrodzenia Polski (1984)
- Medal im. Karola Adamieckiego (1985)
- Medal Komisji Edukacji Narodowej (1988)
- Krzyż Oficerski Orderu Odrodzenia Polski (1998)
- Nagrody Ministra Edukacji Narodowej i Sportu
- Wielokrotnie nagrody Rektora Akademii Ekonomicznej w Krakowie

## Publikacje
Publikacje książkowe m.in.:
- Książki autorskie:
- Martyniak Zbigniew: Historia myśli organizatorskiej, 2002, Wydawnictwo Akademii Ekonomicznej w Krakowie, ISBN 83-7252-120-4
- Martyniak Zbigniew: Metody organizacji i zarządzania, 1999, Wydawnictwo Akademii Ekonomicznej w Krakowie, ISBN 83-7252-014-3
- Martyniak Zbigniew: Nowe metody i koncepcje zarządzania, 2002, Wydawnictwo Akademii Ekonomicznej w Krakowie, ISBN 83-7252-142-5
- Martyniak Zbigniew: Organizatoryka,1987, Państwowe Wydawnictwo Ekonomiczne, ISBN 83-208-0526-0

Książki redagowane:
- Martyniak Zbigniew (red.): Zarządzanie informacją i komunikacją. Zagadnienia wybrane w świetle studiów i badań empirycznych, 2000, Wydawnictwo Akademii Ekonomicznej w Krakowie, ISBN 83-7252-050-X
- Martyniak Zbigniew (red.) Elementy zarządzania informacją i komunikacją w przedsiębiorstwie, 1997, Akademia Ekonomiczna w Krakowie, ISBN 83-87239-00-3

Artykuły z czasopism:
- Martyniak Zbigniew: Przejawy niesprawności informacyjnej i kryteria oceny jakości informacji, w: Zeszyty Naukowe Akademii Ekonomicznej w Krakowie, nr 534, 2000, s. 5-12
- Martyniak Zbigniew: System lean management, w: Organizacja i Zarządzanie, nr 1, 1998, s. 21-29
- Martyniak Zbigniew: Reengineering – nowa metoda zarządzania, w: Ekonomika i Organizacja Przedsiębiorstwa, nr 4, 1995, s. 3-6
- Martyniak Zbigniew: Założenia systemu Shigeo Shingo, w: Organizacja i Kierowanie, nr 2, 1997, s. 49-63